# Lange (football)
Pour les articles homonymes, voir Lange.
Marcos Antônio Menezes Godoi, dit Lange est un footballeur brésilien né le 18 décembre 1966. Il évoluait au poste de milieu de terrain.